# Джедкара Изези
Джедкара Изези (Djedkare, Djed-ka-Re, Djedkare Isesi, Djedkare Asosi) е осмият цар (фараон) на Древен Египет, управлявал приблизително през 2414 пр.н.е. – 2375 пр.н.е. от V династия в Старото царство.

## Управление
Той се възкачва на трона след Менкаухор Каиу (2422 – 2414 пр.н.е.). Джедкара провежда значителни реформи в управлението, води множество войни и търговия със Сирия, Нубия и Пунт. В религията той въвежда вместо слънчевия бог Ра бога на мъртвите Осирис. Построява пирамида на юг от Сакара, в която са намерени останки от неговата мумия.
Последван е от Унас (2375 – 2345 пр.н.е.), който не е известно какъв му е.

## Фамилия
Джедкара се жени вероятно за Мересанх IV (гроб 82). Неговите синове са:
- Изези-анкх, принц
- Незеркаухор, принц
- вероятно и Раемка, принц

Неговите дъщери са:
- Кекхеретнебти, която има дъщеря с името Тизетхор
- Мерет-Изези
- Хеджетнебу
- Небтйемнеферес
- Кенткхаус, съпруга на везир Сенеджемиб Мехи

## Галерия
- Златен цилиндър-печат с името на Джедкара Изези, музей Бостън
- Алабастър-ваза, на която се споменава Джедкара Изези; Лувър, Париж, Inv.-Nr. E 5323
- Пирамидата на Джедкара Изези в Сакара-Юг